# Railklipper (schip, 2005)

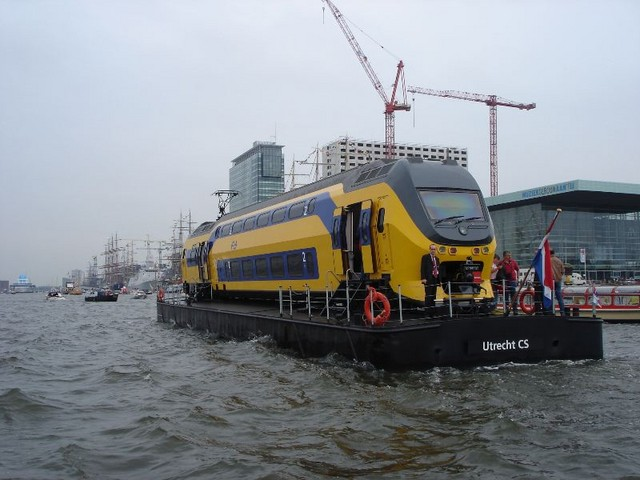
De 'SailTrain' op Sail 2005

De Railklipper was volgens de Nederlandse Spoorwegen (NS) de eerste varende trein in Europa die in een dienstregeling was opgenomen. Hij maakte onder de naam SailTrain op 3 augustus 2005 zijn debuut op de Amstel voor Theater Carré. 'Thuishaven' was station Utrecht Centraal.
De Railklipper werd op 3 augustus gepresenteerd door Aad Veenman, president-directeur van de NS. Hierna maakte het vaartuig een aantal proefvaarten door Nederland, waarbij Volendam, Haarlem, Rotterdam, Dordrecht en Utrecht werden aangedaan.
Van 17 tot en met 21 augustus werd met de Railklipper tijdens Sail Amsterdam een dienstregeling te water uitgevoerd tussen station Amsterdam Centraal en het tijdelijke 'station' Amsterdam-Javakade in het Oostelijk Havengebied waar het evenement zich afspeelde. Van 2 t/m 4 september was de Railklipper aanwezig bij de Wereldhavendagen in Rotterdam.
De Railklipper bestond uit koprijtuig 290 8698, afkomstig van treinstel 9518 (V-IRM), dat op de voormalige veerpont "Burg. van Lier" was geplaatst. Het geheel was circa 32 meter lang en 6,5 meter breed, en had een diepgang van 1,1 meter. Het totaalgewicht was 180 ton. De topsnelheid bedroeg 6 knopen. Het koprijtuig had 60 zitplaatsen. De Railklipper werd bestuurd vanuit de extra cabine die aan de achterzijde was 'aangeplakt', dit was een reserve-kop die NedTrain op voorraad had. Deze is aangepast met een maritieme stuurinrichting.
Voor de sier werd op het dak een stroomafnemer aangebracht. Het vaartuig was aangepast om aan de veiligheidseisen voor boten te voldoen. Het geheel was ontwikkeld door medewerkers van NedTrain, in samenwerking met de afdeling Maritieme Techniek van de Technische Universiteit Delft, technici van takel- en transportbedrijf Mammoet, standbouwer Exhibits International, en MAPS Originals.
Op 13 september 2005 is het koprijtuig van de veerpont gehaald om met andere V-IRM-rijtuigen weer een treinstel te kunnen vormen. Deze heeft tot 2008 in stam 8656 gereden. De tekst 'Railklipper' schijnt nog altijd op het rijtuig te hebben gezeten. Tegenwoordig maakt het rijtuig deel uit van stel 8707.
De extra kop waarvandaan de Railklipper werd bestuurd voor op het water is ook bewaard gebleven en staat in de voormalige wagenwerkplaats in Amersfoort opgeslagen. Deze wordt regelmatig op een open dag bij de NS tentoongesteld onder het motto van 'Milieubesparing bij de NS'. Deze kop is van binnen inmiddels volledig ontmanteld van de volledige besturingseenheid, maar de extra ramen die vanwege de maritieme verkeerswetten nodig waren zitten er nog in.